# Jacques Morali

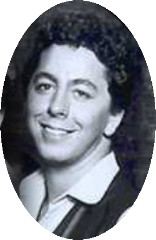
Jacques Morali

Jacques Morali (* 4. Juli 1947 in Paris; † 15. November 1991 ebenda) war ein französischer Musikproduzent aus der Disco-Ära, der sich vor allem als Gründer und treibende Kraft hinter der Discoband Village People einen Namen machte.

## Leben und Wirken
Seine Musikkarriere startete Morali in einem Schallplattenladen auf dem französischen Flughafen Paris-Orly und wurde schließlich die rechte Hand von Hervé Vilard, Michèle Torr und Christophe. Über José Eber, einem französischen Starfriseur, der in Beverly Hills in Kalifornien Stars wie Elizabeth Taylor und Cher zu seinen Kundinnen zählte, wurde er schnell mit dem damals vorherrschenden Phillysound der Philadelphia International Records vertraut und war von der Musik in den siebziger Jahren begeistert. Er zog in die Vereinigten Staaten und kam zu den Sigma Sound Studios, wo viele Phillysound-Klassiker aufgenommen wurden. In dieser Zeit koproduzierte und schrieb er Hits wie Brazil (1975), The Best Disco In Town (1976), Life Is Music (1977), African Queens(1977), Quiet Village (1977) und American Generation (1978) für die Ritchie Family, ein weibliches Trio.
1975 begann die Partnerschaft mit Henri Belolo, dem Inhaber des Scorpio Record Labels in Paris. Als Morali das schillernde und lebenslustige Kostümfest der Schwulen-Disco Les Mouches in Greenwich Village in New York besuchte, war er von den Machoverkleidungen der Partygäste beeindruckt. Basierend auf dieser Erfahrung hatte er den Einfall, eine Gruppe aus Sängern und Tänzern zusammenzustellen, von denen jeder eine andere jener schwulen Fantasiefiguren darstellte. Nachdem Morali einen Lizenzvertrag mit Casablanca Records abschließen konnte, stieg Belolo als Partner ein. Village People landete zahlreiche Hits wie San Francisco (1977), YMCA (1978), Macho Man (1978), In the Navy (1979) und Go West (1979). 1980 entstand als Koproduktion mit Belolo und Allan Carr der Village-People-Film Supersound und flotte Sprüche. Der Film war eine fiktive Biographie über die einzelnen Figuren der Village People. Morali wurde dabei von Steve Guttenberg als Jack Morell dargestellt. Der Film war ein kommerzieller Misserfolg und wurde von Kritikern verrissen.
Zwischen 1974 und 1982 produzierte Morali mehr als 65 Musikalben. Sigma Sound Studios hatte eigens für ihn ein eigenes Aufnahmestudio reserviert. Diese produktive Phase endete mit dem Auslaufen der Discozeit. 1984 kehrte er noch einmal mit Hits für Break Machine und Eartha Kitt zurück.
Mitte der 1980er-Jahre infizierte sich Morali mit HI-Virus. 1991 starb er im Alter von 44 Jahren an AIDS.